# Aicha (Birgland)
Aicha ist ein bayerisches Dorf, das zur Gemeinde Birgland gehört.

## Geografie
Das Dorf im Norden des Oberpfälzer Jura ist einer von 42 amtlich benannten Gemeindeteilen der Gemeinde Birgland im westlichen Teil der Oberpfalz. Das auf einer Höhe von 508 m ü. NHN gelegene Aicha ist etwa sechs Kilometer von dem nordnordöstlich liegenden Pfarrdorf Illschwang entfernt, in dem die Birglander Gemeindeverwaltung ihren Sitz hat.

## Geschichte

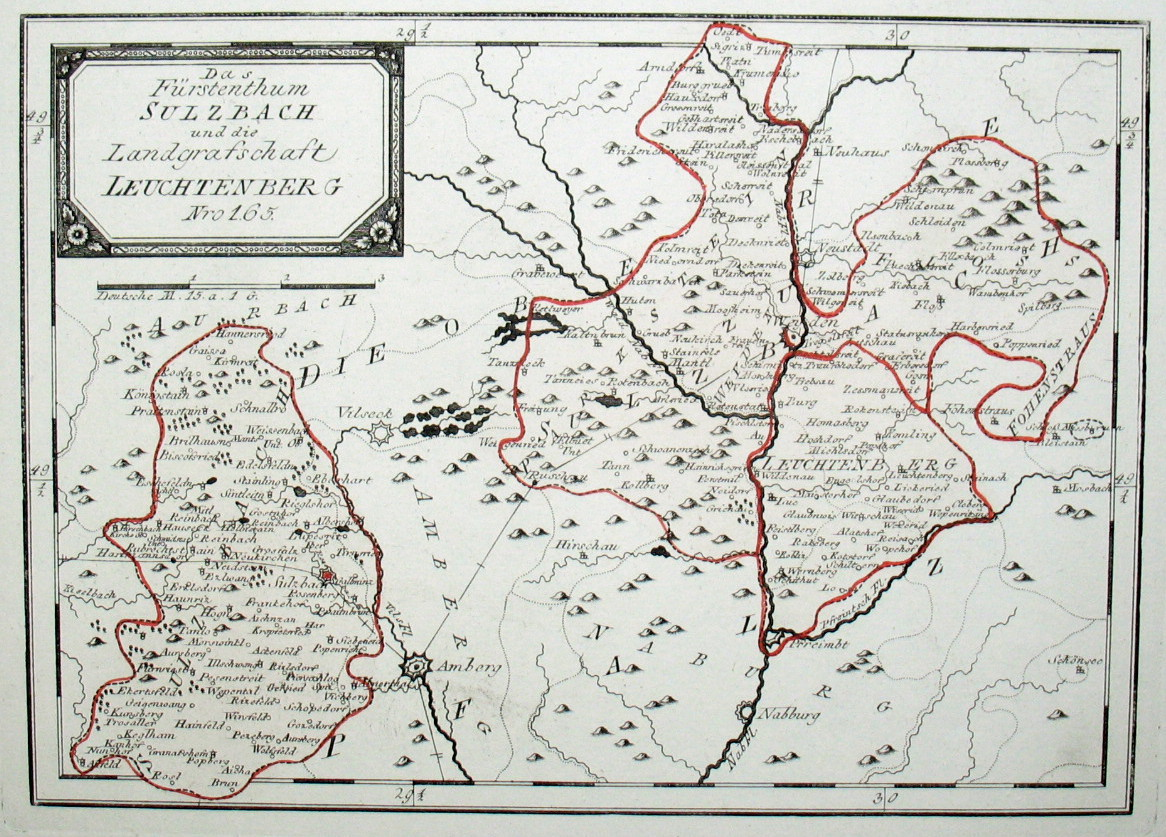
Das Territorium des Herzogtums Sulzbach mit dem Gebiet des Landrichteramtes Sulzbach im Südwesten

Zum Ende des Heiligen Römischen Reiches unterstand das bis 1777 kurpfälzische Dorf der Landeshoheit des Kurfürstentums Pfalzbaiern. Es gehörte dabei zum Landrichteramt Sulzbach, das der südwestliche Teil des wittelsbachischen Herzogtums Sulzbach war. Die katholischen Einwohner des damals aus 13 Anwesen bestehenden Ortes waren der Pfarrei in Heldmannsberg zugeordnet, die evangelischen Einwohner  der in Fürnried.
Durch die Verwaltungsreformen zu Beginn des 19. Jahrhunderts im Königreich Bayern wurde Aicha mit dem Zweiten Gemeindeedikt im Jahr 1818 zum Bestandteil der Landgemeinde Schwend, zu der auch die Orte Baumgarten, Betzenberg, Dickatshof, Hirschricht, Leinberg, Leinhof und Riedelhof gehörten. Während der ersten Hälfte des 19. Jahrhunderts kamen Ödhaag, Ödthal und Schwenderöd dazu, die Neugründungen oder Ausbrüche bestehender Gemeindeteile waren. Im Zuge der kommunalen Gebietsreform in Bayern in den 1970er Jahren wurde Aicha zusammen mit der gesamten Gemeinde Schwend am 1. Juli 1972 in die neu gebildete Flächengemeinde Birgland eingegliedert. Im Jahr 1987 zählte Aicha 83 Einwohner.

## Verkehr
Eine von Kastl kommende Gemeindeverbindungsstraße durchquert den Ort und führt weiter zur Staatsstraße St 2164. Der ÖPNV bedient das Dorf an einer Haltestelle der Buslinie 66 des VGN. Der am schnellsten erreichbare Bahnhof befindet sich in Sulzbach-Rosenberg an der Bahnstrecke Nürnberg–Schwandorf.

## Sehenswürdigkeiten

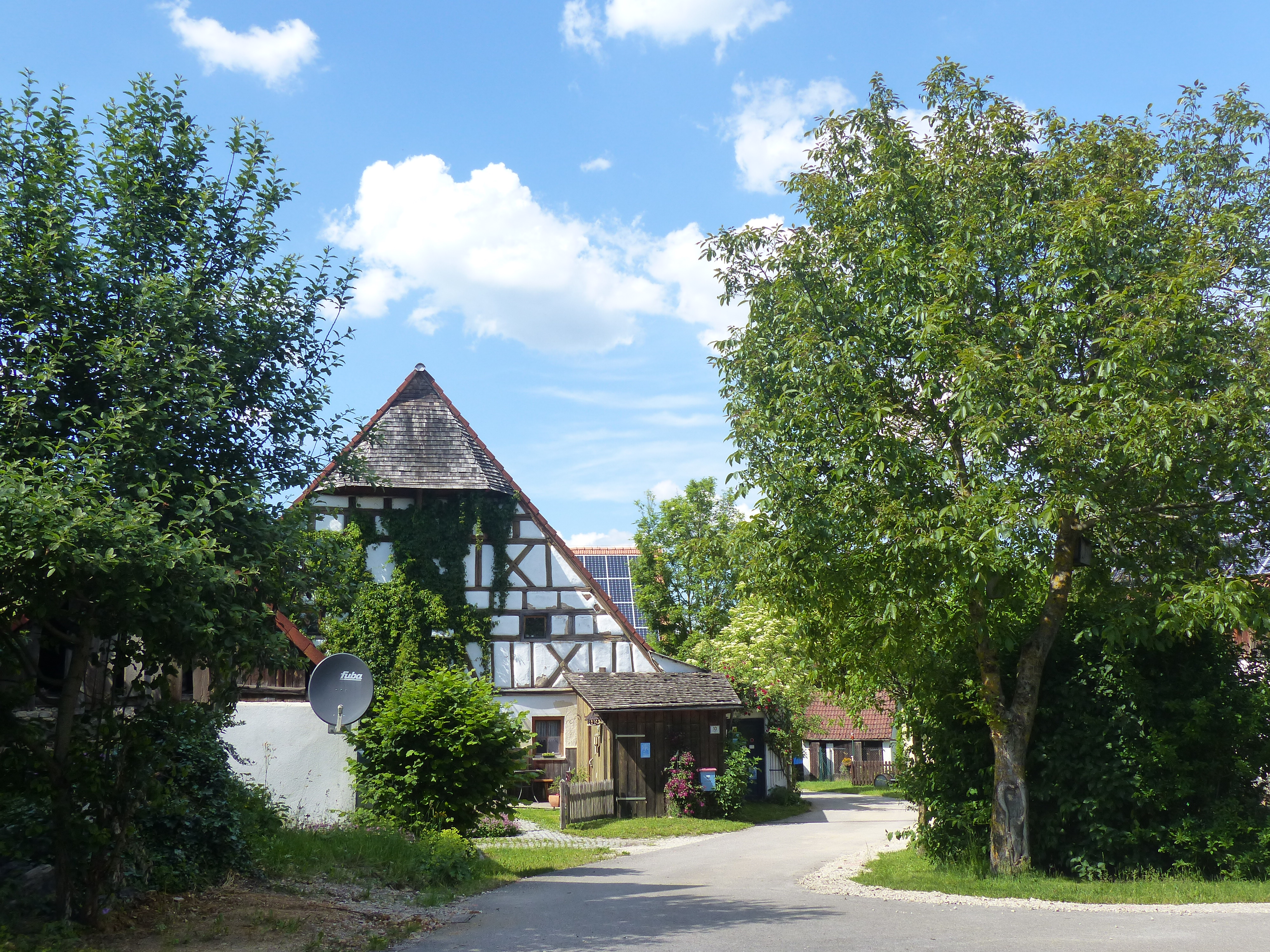
Wohnhaus Aicha (Birgland)

In Aicha befinden sich zwei denkmalgeschützte Objekte, nämlich der Wohnteil eines ehemaligen Bauernhauses, das aus dem 18. Jahrhundert stammt und ein aus dem 19. Jahrhundert stammender eingeschossiger Stadel.